# Nuevo rico
Nuevo rico (del francés nouveau riche) es una locución referida a una persona que ha conseguido amasar una considerable fortuna durante su vida. La locución es usada generalmente para enfatizar el hecho de que el individuo se encontraba anteriormente en un nivel inferior en la escala de la clase social, y cuyas nuevas riquezas le han proporcionado los medios para la adquisición de nuevos lujos que le eran imposibles de conseguir previamente.
El concepto ha sido usado despectivamente a lo largo de la historia con propósito de la distinción entre clases sociales, para describir a personas con riquezas recién obtenidas que actúan de forma vulgar y sin delicadeza para utilizar la riqueza de la misma manera que los viejos ricos, personas de familias que han sido ricos a través de muchas generaciones (antigua burguesía y aristocracia).
El Satiricón, escrito en la Roma Antigua, aborda el caso del nuevo rico a través del personaje de Trimalción.

## Advenedizo
La palabra advenedizo describe a unas personas que ha ascendido recientemente en la escala social. La famosa Molly Brown, que sobrevivió en 1912 al hundimiento del Titanic, era descripta en el espectáculo musical The Unsinkable Molly Brown como una persona que había adquirdo «su fortuna recientemente», «escalando clases sociales» ya que su familia había sido una familia de inmigrantes irlandeses pobres y no poseía pedigrí social. 
Advenedizo define a una persona de orígenes humildes que rápidamente adquirió riqueza o una posición social influyente; un nuevo rico; un trepador social. En un sentido más amplio se lo utiliza con el significado que la persona en particular no posee las características adecuadas que se condicen con su nueva posición social, como ser modales o logros."
El término identifica individuos que no son aceptados socialmente por aquellos individuos que pertenecen a la nueva clase social. Expresa un tipo de clasismo.